# Francesco Tedesco

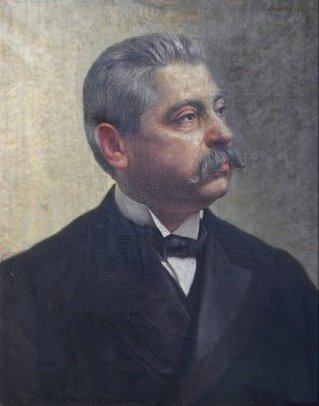
Francesco Tedesco

Francesco Tedesco (* 11. März 1853 in Andretta, Königreich beider Sizilien, heute: Provinz Avellino; † 9. Mai 1921 in Rom) war ein italienischer Jurist und Politiker, der unter anderem zwischen 1900 und 1921 Mitglied der Abgeordnetenkammer sowie mehrmals Minister verschiedener Ressorts war.

## Leben
Francesco Tedesco absolvierte ein Studium der Rechtswissenschaften an der Universität Neapel, welches er mit einem Laurea in Giurisprudenza beendete, und war danach als Beamter im Ministerium für öffentliche Arbeiten tätig sowie zuletzt Generalinspektor der Eisenbahnen (Ispettore generale nelle ferrovie). Am 16. Juni 1900 wurde er erstmals Mitglied der Abgeordnetenkammer (Camera dei deputati) und gehörte dieser bis zum 7. April 1921 an. Am 3. November 1903 wurde er in das Kabinett Giolitti II berufen und bekleidete in diesem bis zum 12. März 1905 das Amt als Minister für öffentliche Arbeiten (Ministro dei Lavori Pubblici). Zugleich fungierte er in diesem Kabinett als Nachfolger von Enrico Stelluti Scala zwischen dem 5. Dezember 1904 und dem 12. März 1905 auch als Minister für Post und Telegrafie (Ministro delle Poste e Telegrafi). Während seiner Amtszeit kam es 1905 zur Verstaatlichung der Eisenbahnen. Die Ämter als Minister für öffentliche Arbeiten sowie als geschäftsführender Minister für Post und Telegrafie bekleidete er zwischen dem 12. März und dem 28. März 1905 auch im Kabinett Tittoni, mit 16 Tagen Amtszeit das am kürzesten dauernde Kabinett des Königreiches. Im Kabinett Fortis II fungierte er vom 24. Dezember 1905 bis zum 8. Februar 1906 abermals als Minister für öffentliche Arbeiten.
In der Abgeordnetenkammer fungierte Tedesco zwischen dem 1. Dezember 1906 und dem 8. Februar 1909 erst als Präsident des Allgemeinen Ausschusses für Haushalt und Verwaltungskonten (Giunta generale del bilancio e dei conti amministrativi) sowie kurz darauf zwischen dem 27. März 1909 und dem 31. März 1910 als Präsident des Allgemeinen Ausschusses für Haushalt und Abschlussrechnungen (Giunta generale dei bilanci e dei conti consuntivi). Daneben war er 1907 Präsident des Rates der Provinz Avellino. Am 31. März 1911 übernahm er im Kabinett Luzzatti den Posten des Schatzministers (Ministro del Tesoro) und hatte diesen vom 30. März 1911 bis zum 21. März 1914 auch im Kabinett Giolitti IV inne. Im vierten Kabinett Giolitti war er als Nachfolger von Teobaldo Calissano vom 28. September 1913 bis zu seiner Ablösung durch Gaspare Colosimo am 24. November 1913 abermals Minister für Post und Telegrafie.
Nach Ende des Ersten Weltkrieges wurde Francesco Tedesco am 23. Juni 1919 im Kabinett Nitti I Finanzminister (Ministro delle Finanze) und behielt diesen Posten bis zu seiner Ablösung durch Carlo Schanzer am 13. März 1920. Darüber hinaus fungierte er während der Abwesenheit des Ministers Carlo Schanzer vom 21. Juli 1919 und 13. März 1920 zeitweilig auch als geschäftsführender Schatzminister (Ministro del Tesoro ad interim). Anschließend fungierte er zwischen dem 25. März und dem 16. Juni 1920 als Vizepräsident des Allgemeinen Ausschusses für Haushalt und Abschlussrechnungen und im Anschluss vom 15. Juni bis zu seiner Ablösung durch Luigi Facta am 9. August 1920 im Kabinett Giolitti V erneut als Finanzminister. Nach seinem Ausscheiden aus der Regierung war er zuletzt zwischen dem 3. Februar und dem 7. April 1921 Vizepräsident der Abgeordnetenkammer sowie zugleich vom 19. März bis zum 7. April 1921 Vizepräsident der Parlamentarischen Untersuchungskommission zur Organisation und Funktionsweise der Zentralverwaltungen (Commissione parlamentare d’inchiesta sull’ordinamento e il funzionamento delle amministrazioni centrali).
Sein Sohn Ettore Tedesco (1887–nach 1926) war von 1919 bis 1921 ebenfalls Mitglied der Abgeordnetenkammer, während seine Enkelin Giglia Tedesco Tatò (1926–2007) von 1968 bis 1994 mit einer kurzen Unterbrechung Mitglied des Senats (Senato della Repubblica) sowie zwischen 1993 und 1998 Vorsitzende der Linksdemokraten (Democratici di Sinistra) war.

## Veröffentlichungen
- Codice dei Lavori pubblici, Florenz 1888
- Quattro anni di finanza, Rom 1914

## Hintergrundliteratur
- A. Acocella: L’ingegno, le virtù e le opere di Francesco Tedesco, Neapel 1922
- A. Papa: Classe politica e intervento pubblico nell’età giolittiana. La nazionalizzazione delle ferrovie, Neapel 1973
- P. Frascani: Politica economica e finanza pubblica in Italia nel primo dopoguerra (1918–1922), Neapel 1975
- F. Barbagallo: Stato, Parlamento e lotte polito-sociali nel Mezzogiorno (1900–1914), Neapel 1980